# Notogomphus cottarellii
Notogomphus cottarellii – gatunek ważki z rodziny gadziogłówkowatych (Gomphidae). Endemit Etiopii.